# Ciclismo ai XX Giochi del Commonwealth
Le gare di ciclismo ai XX Giochi del Commonwealth si svolsero dal 24 luglio al 3 agosto 2014 a Glasgow. Le gare su strada si svolsero lungo un percorso cittadino (Glasgow Green Park) a Glasgow,le gare di mountain biking si svolsero nel Cathkin Braes Mountain Bike Trails mentre le gare su pista (ciclismo e paraciclismo) al Sir Chris Hoy Velodrome di Glasgow.

## Medagliere
| Pos.   | Nazione       | Oro | Argento | Bronzo | Totale |
| ------ | ------------- | --- | ------- | ------ | ------ |
| 1      | Australia     | 7   | 9       | 8      | 24     |
| 2      | Inghilterra   | 6   | 5       | 3      | 14     |
| 3      | Nuova Zelanda | 6   | 4       | 5      | 15     |
| 4      | Scozia        | 2   | 2       | 1      | 5      |
| 5      | Galles        | 1   | 1       | 3      | 5      |
| 6      | Canada        | 1   | 1       | 1      | 3      |
| 7      | Isola di Man  | 0   | 1       | 0      | 1      |
| 8      | Malaysia      | 0   | 0       | 1      | 1      |
| 8      | Sudafrica     | 0   | 0       | 1      | 1      |
| Totale | Totale        | 23  | 23      | 23     | 69     |

## Podi

### Gare maschili
| Gara                                      | Oro                                                              | Argento                                                         | Bronzo                                                              |
| Ciclismo su strada                        |                                                                  |                                                                 |                                                                     |
| Corsa in linea                            | Geraint Thomas                                                   | Jack Bauer                                                      | Scott Thwaites                                                      |
| Corsa a cronometro                        | Alex Dowsett                                                     | Rohan Dennis                                                    | Geraint Thomas                                                      |
| Mountain biking                           |                                                                  |                                                                 |                                                                     |
| Cross country                             | Samuel Gaze                                                      | Anton Cooper                                                    | Daniel McConnell                                                    |
| Ciclismo su pista                         |                                                                  |                                                                 |                                                                     |
| Inseguimento individuale                  | Jack Bobridge                                                    | Alex Edmondson                                                  | Marc Ryan                                                           |
| Inseguimento a squadre                    | Australia Jack Bobridge Luke Davison Alex Edmondson Glenn O'Shea | Inghilterra Steven Burke Ed Clancy Andy Tennant Bradley Wiggins | Nuova Zelanda Shane Archbold Pieter Bulling Marc Ryan Dylan Kennett |
| Velocità                                  | Sam Webster                                                      | Jason Kenny                                                     | Eddie Dawkins                                                       |
| Velocità a squadre                        | Nuova Zelanda Edward Dawkins Ethan Mitchell Sam Webster          | Inghilterra Philip Hindes Jason Kenny Kian Emadi                | Australia Matthew Glaetzer Nathan Hart Shane Perkins                |
| Corsa a punti                             | Thomas Scully                                                    | Peter Kennaugh                                                  | Aaron Gate                                                          |
| Scratch                                   | Shane Archbold                                                   | Glenn O'Shea                                                    | Rémi Pelletier-Roy                                                  |
| Keirin                                    | Matthew Glaetzer                                                 | Sam Webster                                                     | Azizulhasni Awang                                                   |
| Chilometro da fermo                       | Scott Sunderland                                                 | Simon van Velthooven                                            | Matt Archibald                                                      |
| Paraciclismo su pista                     |                                                                  |                                                                 |                                                                     |
| Tandem velocità B1 Paralimpico            | Scozia Neil Fachie Craig MacLean                                 | Australia Kieran Modra Jason Niblett                            | Australia Paul Kennedy Thomas Clarke                                |
| Tandem chilometro da fermo B1 Paralimpico | Scozia Neil Fachie Craig MacLean                                 | Australia Kieran Modra Jason Niblett                            | Galles Matt Ellis Ieuan Williams                                    |

### Gare femminili
| Gara                                      | Oro                                      | Argento                             | Bronzo                                       |
| Ciclismo su strada                        |                                          |                                     |                                              |
| Corsa in linea                            | Elizabeth Armitstead                     | Emma Pooley                         | Ashleigh Moolman-Pasio                       |
| Corsa a cronometro                        | Linda Villumsen                          | Emma Pooley                         | Katrin Garfoot                               |
| Mountain biking                           |                                          |                                     |                                              |
| Cross country                             | Catharine Pendrel                        | Emily Batty                         | Rebecca Henderson                            |
| Ciclismo su pista                         |                                          |                                     |                                              |
| Inseguimento individuale                  | Joanna Rowsell                           | Annette Edmondson                   | Amy Cure                                     |
| Velocità                                  | Stephanie Morton                         | Anna Meares                         | Jessica Varnish                              |
| Corsa a punti                             | Laura Trott                              | Elinor Barker                       | Katie Archibald                              |
| Scratch                                   | Annette Edmondson                        | Amy Cure                            | Elinor Barker                                |
| 500 metri a cronometro                    | Anna Meares                              | Stephanie Morton                    | Jessica Varnish                              |
| Paraciclismo su pista                     |                                          |                                     |                                              |
| Tandem velocità B1 Paralimpico            | Inghilterra Sophie Thornhill Helen Scott | Scozia Aileen McGlynn Louise Haston | Australia Brandie O'Connor Breanna Hargreave |
| Tandem chilometro da fermo B1 Paralimpico | Inghilterra Sophie Thornhill Helen Scott | Scozia Aileen McGlynn Louise Haston | Australia Brandie O'Connor Breanna Hargreave |